# Mladý Herkules
Mladý Herkules (v anglickém originále Young Hercules) je americký fantastický televizní seriál, který byl premiérově vysílán na stanici Fox v rámci dětského programového bloku Fox Kids Network letech 1998–1999, kdy bylo v jedné řadě natočeno celkem 50 dílů. Předcházel mu stejnojmenný pilotní film z roku 1998. Mladý Herkules vznikl jako prequel seriálu Herkules, jehož titulního hrdinu sleduje během jeho mládí a dospívání. Oba seriály byly inspirovány příběhy o starořeckém hrdinovi Héraklovi (ve starověkém Římě jako Herkules).
V pilotním filmu ztvárnil mladého Herkula Ian Bohen a jeho přátele Dean O'Gorman a Chris Conrad. Všichni tři hráli své postavy už dříve ve flashbacích v Herkulovi. Po natočení filmu však neměl Bohen kvůli dalším pracovním závazkům čas se věnovat novému seriálu, proto byla postava mladého Herkula přeobsazena; roli tak získal Ryan Gosling.

## Obsazení
- Ryan Gosling jako Herkules (v originále Hercules)
- Dean O'Gorman jako Ioláos (v originále Iolaus)
- Chris Conrad jako Iásón (v originále Jason)

## Vysílání
| Řada | Díly | Premiéra v USA | Premiéra v USA  | Premiéra v ČR    | Premiéra v ČR  |
| Řada | Díly | První díl      | Poslední díl    | První díl        | Poslední díl   |
| ---- | ---- | -------------- | --------------- | ---------------- | -------------- |
| film | 1    | 30. srpna 1998 | 30. srpna 1998  |                  |                |
| 1    | 50   | 12. září 1998  | 14. května 1999 | 3. července 2000 | 22. října 2000 |